# 威廉丘宫

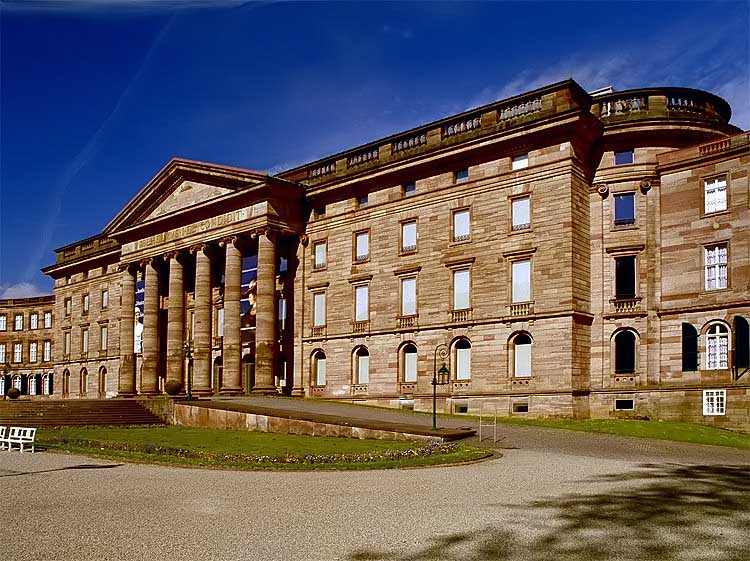

威廉丘宮（德語：Schloss Wilhelmshöhe）是位於德國黑森州城市卡塞尔的一座新古典主義風格的建築。現在威廉斯赫厄宮是一座美術館。2013年以來，威廉斯赫厄宮被列為世界文化遺產。

## 外部連結
- Website of Museumslandschaft Hessen Kassel （页面存档备份，存于）

51°18′54″N 9°24′58″E / 51.31500°N 9.41611°E